# IC 4415
IC 4415 ist eine Spiralgalaxie vom Hubble-Typ Sb im Sternbild Bärenhüter am Nordsternhimmel. Sie ist schätzungsweise 741 Millionen Lichtjahre von der Milchstraße entfernt.
Das Objekt wurde am 10. Mai 1904 von Royal Harwood Frost entdeckt.